# Liste der regionalen Naturparks in Frankreich

Die regionalen Naturparks sind grün, die Nationalparks rot und Meeresnaturparks blau gekennzeichnet (Stand: 2021).

Die regionalen Naturparks in Übersee-Départements. Auch hier sind sie grün, die Nationalparks rot und Meeresnaturparks blau gekennzeichnet.

Diese Liste zeigt die regionalen Naturparks in Frankreich (französisch parc naturel régional).
Die Parks sind primär nach dem Gründungsjahr geordnet, können jedoch nach den einzelnen Spalten beliebig umsortiert werden.
| Name deutsch/französisch                                                                                         | Gründungsjahr | Region(en)                                       |
| --- | ------------- | ------------------------------------------------ |
| Regionaler Naturpark Scarpe-Schelde Parc naturel régional Scarpe-Escaut                                          | 1968          | Hauts-de-France                                  |
| Regionaler Naturpark Armorique Parc naturel régional d’Armorique                                                 | 1969          | Bretagne                                         |
| Regionaler Naturpark Camargue Parc naturel régional de Camargue                                                  | 1970          | Provence-Alpes-Côte d’Azur                       |
| Regionaler Naturpark Brière Parc naturel régional de Brière                                                      | 1970          | Pays de la Loire                                 |
| Regionaler Naturpark Forêt d’Orient Parc naturel régional de la Forêt d’Orient                                   | 1970          | Grand Est                                        |
| Regionaler Naturpark Landes de Gascogne Parc naturel régional des Landes de Gascogne                             | 1970          | Nouvelle-Aquitaine                               |
| Regionaler Naturpark Morvan Parc naturel régional du Morvan                                                      | 1970          | Bourgogne-Franche-Comté                          |
| Regionaler Naturpark Vercors Parc naturel régional du Vercors                                                    | 1970          | Auvergne-Rhône-Alpes                             |
| Regionaler Naturpark Korsika Parc naturel régional de Corse                                                      | 1972          | Korsika                                          |
| Regionaler Naturpark Haut-Languedoc Parc naturel régional du Haut-Languedoc                                      | 1973          | Okzitanien                                       |
| Regionaler Naturpark Boucles de la Seine Normande Parc naturel régional des Boucles de la Seine Normande         | 1974          | Normandie                                        |
| Regionaler Naturpark Lothringen Parc naturel régional de Lorraine                                                | 1974          | Grand Est                                        |
| Regionaler Naturpark Pilat Parc naturel régional du Pilat                                                        | 1974          | Auvergne-Rhône-Alpes                             |
| Regionaler Naturpark Normandie-Maine Parc naturel régional Normandie-Maine                                       | 1975          | Normandie, Pays de la Loire                      |
| Regionaler Naturpark Vosges du Nord Parc naturel régional des Vosges du Nord                                     | 1976          | Grand Est                                        |
| Regionaler Naturpark Montagne de Reims Parc naturel régional de la Montagne de Reims                             | 1976          | Grand Est                                        |
| Regionaler Naturpark Luberon Parc naturel régional du Luberon                                                    | 1977          | Provence-Alpes-Côte d’Azur                       |
| Regionaler Naturpark Queyras Parc naturel régional du Queyras                                                    | 1977          | Provence-Alpes-Côte d’Azur                       |
| Regionaler Naturpark Volcans d’Auvergne Parc naturel régional des Volcans d’Auvergne                             | 1977          | Auvergne-Rhône-Alpes                             |
| Regionaler Naturpark Haute Vallée de Chevreuse Parc naturel régional de la Haute Vallée de Chevreuse             | 1985          | Île-de-France                                    |
| Regionaler Naturpark Livradois-Forez Parc naturel régional Livradois-Forez                                       | 1986          | Auvergne-Rhône-Alpes                             |
| Regionaler Naturpark Caps et Marais d’Opale Parc naturel régional des Caps et Marais d’Opale                     | 1986          | Hauts-de-France                                  |
| Regionaler Naturpark Haut-Jura Parc naturel régional du Haut-Jura                                                | 1986          | Bourgogne-Franche-Comté, Auvergne-Rhône-Alpes    |
| Regionaler Naturpark Ballons des Vosges Parc naturel régional des Ballons des Vosges                             | 1989          | Grand Est, Bourgogne-Franche-Comté               |
| Regionaler Naturpark Brenne Parc naturel régional de la Brenne                                                   | 1989          | Centre-Val de Loire                              |
| Regionaler Naturpark Marais du Cotentin et du Bessin Parc naturel régional des Marais du Cotentin et du Bessin   | 1991          | Normandie                                        |
| Regionaler Naturpark Chartreuse Parc naturel régional de la Chartreuse                                           | 1995          | Auvergne-Rhône-Alpes                             |
| Regionaler Naturpark Grands Causses Parc naturel régional des Grands Causses                                     | 1995          | Okzitanien                                       |
| Regionaler Naturpark Vexin français Parc naturel régional du Vexin français                                      | 1995          | Île-de-France                                    |
| Regionaler Naturpark Massif des Bauges Parc naturel régional du Massif des Bauges                                | 1995          | Auvergne-Rhône-Alpes                             |
| Regionaler Naturpark Loire-Anjou-Touraine Parc naturel régional Loire-Anjou-Touraine                             | 1996          | Centre-Val de Loire, Pays de la Loire            |
| Regionaler Naturpark Verdon Parc naturel régional du Verdon                                                      | 1997          | Provence-Alpes-Côte d’Azur                       |
| Regionaler Naturpark Perche Parc naturel régional du Perche                                                      | 1998          | Centre-Val de Loire, Normandie                   |
| Regionaler Naturpark Avesnois Parc naturel régional de l’Avesnois                                                | 1998          | Hauts-de-France                                  |
| Regionaler Naturpark Périgord-Limousin Parc naturel régional Périgord-Limousin                                   | 1998          | Nouvelle-Aquitaine                               |
| Regionaler Naturpark Gâtinais français Parc naturel régional du Gâtinais français                                | 1999          | Île-de-France                                    |
| Regionaler Naturpark Causses du Quercy Parc naturel régional des Causses du Quercy                               | 1999          | Okzitanien                                       |
| Regionaler Naturpark Monts d’Ardèche Parc naturel régional des Monts d’Ardèche                                   | 2001          | Auvergne-Rhône-Alpes                             |
| Regionaler Naturpark Narbonnaise en Méditerranée Parc naturel régional de la Narbonnaise en Méditerranée         | 2003          | Okzitanien                                       |
| Regionaler Naturpark Oise-Pays de France Parc naturel régional Oise-Pays de France                               | 2004          | Hauts-de-France, Île-de-France                   |
| Regionaler Naturpark Pyrénées Catalanes Parc naturel régional des Pyrénées catalanes                             | 2004          | Okzitanien                                       |
| Regionaler Naturpark Millevaches en Limousin Parc naturel régional de Millevaches en Limousin                    | 2004          | Nouvelle-Aquitaine                               |
| Regionaler Naturpark Alpilles Parc naturel régional des Alpilles                                                 | 2007          | Provence-Alpes-Côte d’Azur                       |
| Regionaler Naturpark Pyrénées Ariégeoises Parc naturel régional des Pyrénées Ariégeoises                         | 2009          | Okzitanien                                       |
| Regionaler Naturpark Ardennen Parc naturel régional des Ardennes                                                 | 2011          | Grand Est                                        |
| Regionaler Naturpark Préalpes d’Azur Parc naturel régional des Préalpes d’Azur                                   | 2012          | Provence-Alpes-Côte d’Azur                       |
| Regionaler Naturpark Marais Poitevin Parc naturel régional Marais Poitevin                                       | 2014          | Pays de la Loire, Okzitanien                     |
| Regionaler Naturpark Golfe du Morbihan Parc naturel régional Golfe du Morbihan                                   | 2014          | Bretagne                                         |
| Regionaler Naturpark Baronnies Provençales Parc naturel régional des Baronnies Provençales                       | 2015          | Auvergne-Rhône-Alpes, Provence-Alpes-Côte d’Azur |
| Regionaler Naturpark Sainte-Baume Parc naturel régional de la Sainte-Baume                                       | 2017          | Provence-Alpes-Côte d’Azur                       |
| Regionaler Naturpark Aubrac Parc naturel régional de l’Aubrac                                                    | 2018          | Okzitanien, Auvergne-Rhône-Alpes                 |
| Regionaler Naturpark Médoc Parc naturel régional Médoc                                                           | 2019          | Nouvelle-Aquitaine                               |
| Regionaler Naturpark Baie de Somme Picardie Maritime Parc naturel régional de la Baie de Somme Picardie maritime | 2020          | Hauts-de-France                                  |
| Regionaler Naturpark Mont-Ventoux Parc naturel régional du Mont-Ventoux                                          | 2020          | Provence-Alpes-Côte d’Azur                       |
| Regionaler Naturpark Corbières-Fenouillèdes Parc naturel régional Corbières-Fenouillèdes                         | 2021          | Okzitanien                                       |
| Regionaler Naturpark Doubs-Horloger Parc naturel régional Doubs-Horloger                                         | 2021          | Bourgogne-Franche-Comté                          |

## Regionale Naturparks in Übersee-Départements
| Name deutsch/französisch                                            | Gründungsjahr | Region(en)          |
| ------------------------------------------------------------------- | ------------- | ------------------- |
| Regionaler Naturpark Martinique Parc naturel régional de Martinique | 1976          | Martinique          |
| Regionaler Naturpark Guyana Parc naturel régional de Guyane         | 2001          | Französisch-Guayana |